# CD146
CD146, aussi connu comme la molécule d'adhésion cellulaire du mélanome (MCAM, Melanoma Cell Adhesion Molecule) ou la glycoprotéine de surface MUC18, est une molécule d'adhésion cellulaire de 113kDa actuellement utilisé comme un marqueur des cellules de la lignée endothéliales. Chez l'homme, la protéine CD146 est codée par le gène MCAM situé sur le chromosome 11.

## La signification clinique
La CD146 inhibe la progression du cancer du sein.